# Kdyby radši hořelo
Kdyby radši hořelo je česká filmová komedie z roku 2022 režiséra Adama Kolomana Rybanského; jedná se o jeho celovečerní debut. Vypráví o dobrovolných hasičích z vesnice, kteří čelí poněkud jiné výzvě, nežli jakou představuje požár. Sází přitom na absurditu, humor a civilní herectví kombinované s neherci. Původní inspirací Rybanského prvotiny byl zoufalý čin „prvního českého teroristy“ Jaromíra Baldy. Scénář vznikal po dobu několika let a pandemie covidu-19 mu přidala na opravdovosti.
Snímek byl vybrán na festival Berlinale a 15. února 2022 tam měl svou světovou premiéru. 20. května téhož roku tvůrci vypustili upoutávku a 16. června měl premiéru v českých kinosálech.

## Děj
Poklid a spokojenost během velikonočního jarmarku ničí ohlušující rána: do kašny vprostřed návsi naráží dodávka (její řidič včas prchá) a vzniká podezření na rejdy teroristů; vyděšení lidé svěřují bezpečí své obce do rukou hasičstva, ze kterého se rázem stává domobrana, na jejíž odhodlanosti a akceschopnosti ono bezpečí závisí.

## Výroba
Film se točil zhruba půl roku do března 2021 v obci Chvalnov-Lísky a dalších místech ve Zlínském kraji, např. v Korytné, Roštíně, Velkých Karlovicích a Vsetíně.

## Obsazení
| Miroslav Krobot   | Broňa                         |
| Michal Isteník    | Standa Kolda                  |
| Anna Polívková    | Jana Koldová, manželka Standy |
| Vladimír Škultéty | Jarin                         |
| Jiří Vymětal      | Rosťa                         |
| Josef Šturma      | hospodský                     |
| Martin Kroka      | Gejza                         |
| Václav Hrzina     | starosta                      |
| Albert Čuba       | policista Mrázek              |
| Marek Pospíchal   | Jarin                         |
| Martin Šesták     | farář                         |
| Pavlína Matiová   | Eržika                        |

### Inspirace a citáty
Režisér a scenárista A. K. Rybanský se hlásí se k poetice 60. let v tvorbě Ivana Passera, Jaroslava Papouška a Miloše Formana, autorů díla Hoří, má panenko.
| „                  | Při vývoji filmu jsme to často slyšeli. Nejde však o záměr, jsou pro mě velikou inspirací. Chci žánr komedie o obyčejném člověku aktualizovat a navrátit mu závažnost, kterou tehdy často měl. | “ |
| — režisér Rybanský | |   |

| „                 | Důležitým tématem filmu je strach, nejistota a zmatenost dnešní společnosti vyplývající z přemíry informací. To je dnes problém všude. | “ |
| — producent Vácha | |   |

| „                   | Film je o tom, jak se šíří poplašné zprávy a jak se pak lidé začínají chovat. Já hraju jednu z mála rozumných postav, která si uvědomuje, že je to všechno vlastně úplný nesmysl. | “ |
| — herečka Polívková | |   |

## Recenze
- Rimsy, MovieZone.cz  70 %[8]
- Martin Mažári, Totalfilm.cz[9]
  - Režie 70 %
  - Scénář 70 %
  - Kamera 65 %
  - Herci 70 %

## Ocenění
Herec Miroslav Krobot, který ve filmu ztvárnil postavu hasiče Broni, získal nominaci na Českého lva 2022 za nejlepší mužský herecký výkon ve vedlejší roli; nominaci však neproměnil.